# 香港迪士尼樂園鐵路
香港迪士尼樂園鐵路（英語：Hong Kong Disneyland Railroad）是香港的小火车类游乐设施，位於香港新界荃灣區大嶼山竹篙灣香港迪士尼樂園度假區香港迪士尼樂園，乘客可以在小鎮大街火車站或幻想世界火車站乘搭懷舊蒸汽火車。各站輪候時間全日每5至15分鐘一班，在乘坐歷時20分鐘的旅程中感受氣氛和欣賞景色，暢遊樂園各個景點。
迪士尼樂園鐵路一共有三台柴油機車，引擎以1955年為加州迪士尼樂園設計的首個蒸汽引擎為藍本，是十九世紀後期美國鐵路火車所採用的型號，三台柴油機車分別為：「華特·迪士尼號」（紀念華特•迪士尼）、「羅伊·迪士尼號」（紀念華特的哥哥）和「弗蘭克·威爾斯號」（紀念華特迪士尼公司1984年至1994年的主席兼營運總裁）；每台柴油機車連接五節車廂，每節車廂均設有精緻的乘客座位，而且特設面向樂園的長椅，讓乘客可以飽覽探險世界、幻想世界、明日世界及美國小鎮大街的優美景色，火車則分為「華特號」和「迪士尼號」兩種。
保養設施方面，此鐵路的維修車廠位於樂園西北角的後勤區域（即星戰極速穿梭的後方），設有兩條存車線及一條檢修線，為上述列車提供保養及存放空間。而在車廠東面的出入線，則設有洗車機一台，並透過側線在星戰極速穿梭附近與正線接駁。

## 設備

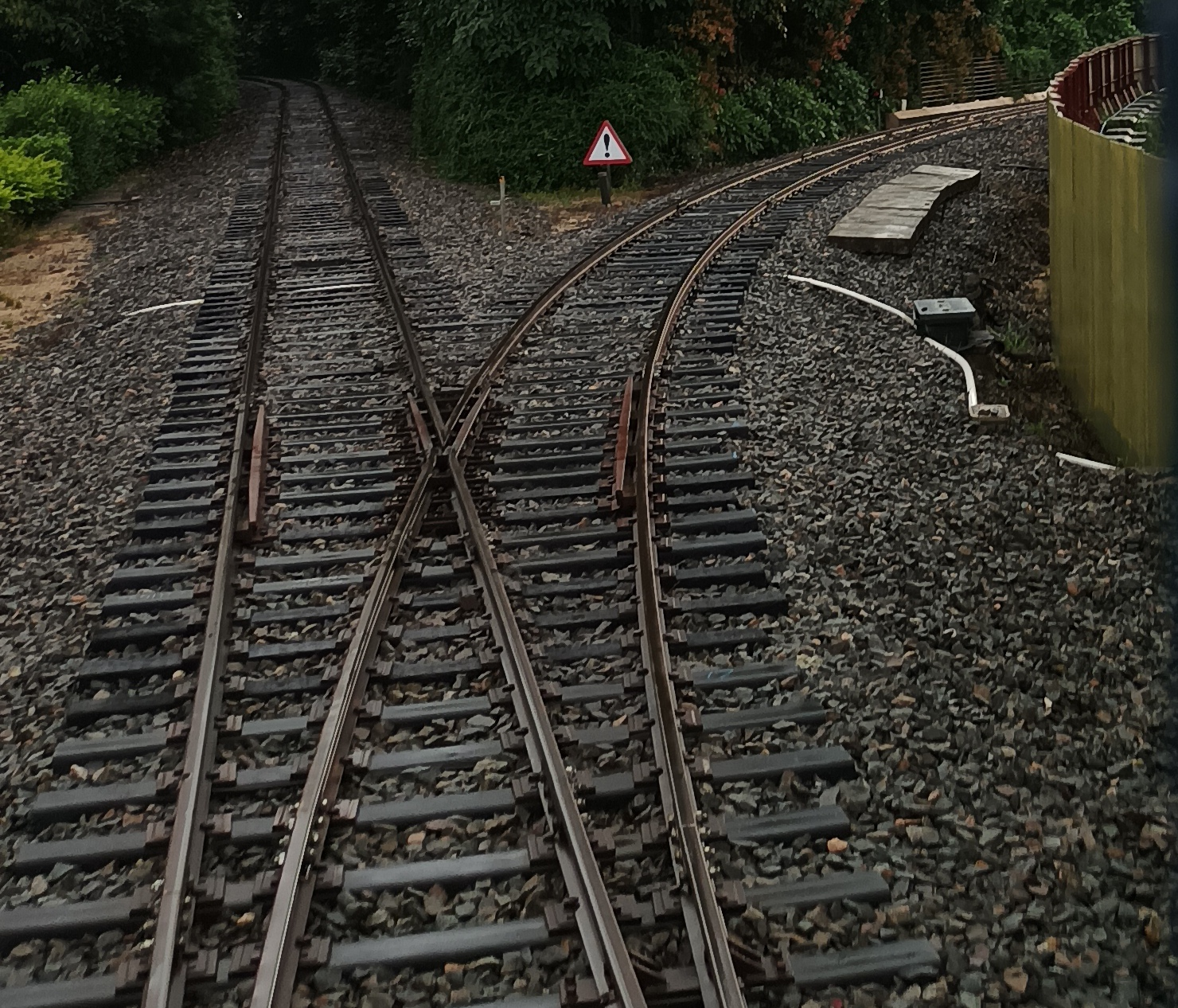
星戰極速穿梭的鐵路側線

全線共有三個平交道。一處位於童話森林，另一處位於幻想世界車站附近，最後一處位於明日世界與幻想世界之間。
所有道口均配備美國平交道設備。鐵路平交道引入12×24吋警示燈， WCH 0333 警報電鐘, WCH 吊桿門和一個帶有中英文的特殊X標誌。

## 歷史
華特·迪士尼是著名的火車迷，他在自己的後花園中建造了人生中的第一條鐵路——卡洛伍德太平洋鐵路。卡洛伍德太平洋鐵路為一列比例1:8的火車，在1950年首度啟用，是為他本人量身訂造的蒸汽火車，只環繞他的物業行駛。
華特對他小試牛刀的後花園鐵路感到非常滿意，並決定與世界分享他對火車的熱情，因而促成了Santa Fe & Disneyland Railroad的誕生，亦即現時廣為人熟悉的迪士尼樂園鐵路，自1955年啟用以來深受加州賓客喜愛。時至今日，除上海迪士尼外，全球每個迪士尼樂園均設有火車鐵路。

## 暫停開放
為配合樂園擴建工程，香港迪士尼樂園鐵路於2019年2月18日起暫停開放，未來配合改善工程樂園發展計劃，將香港迪士尼鐵路重建為 1700mm 軌距的新鐵路列車系統。2023年11月17日，配合魔雪奇緣世界興建工程完竣，香港迪士尼樂園鐵路重新投入服務。

## 車站

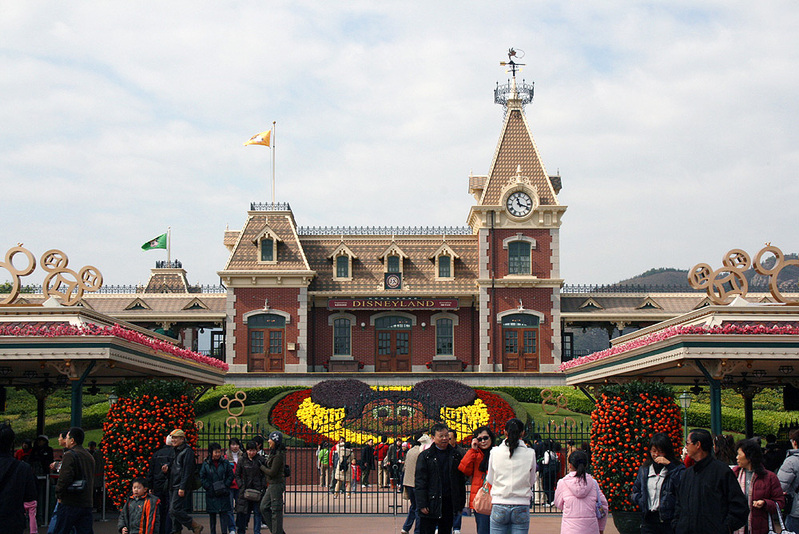
美國大街車站正面

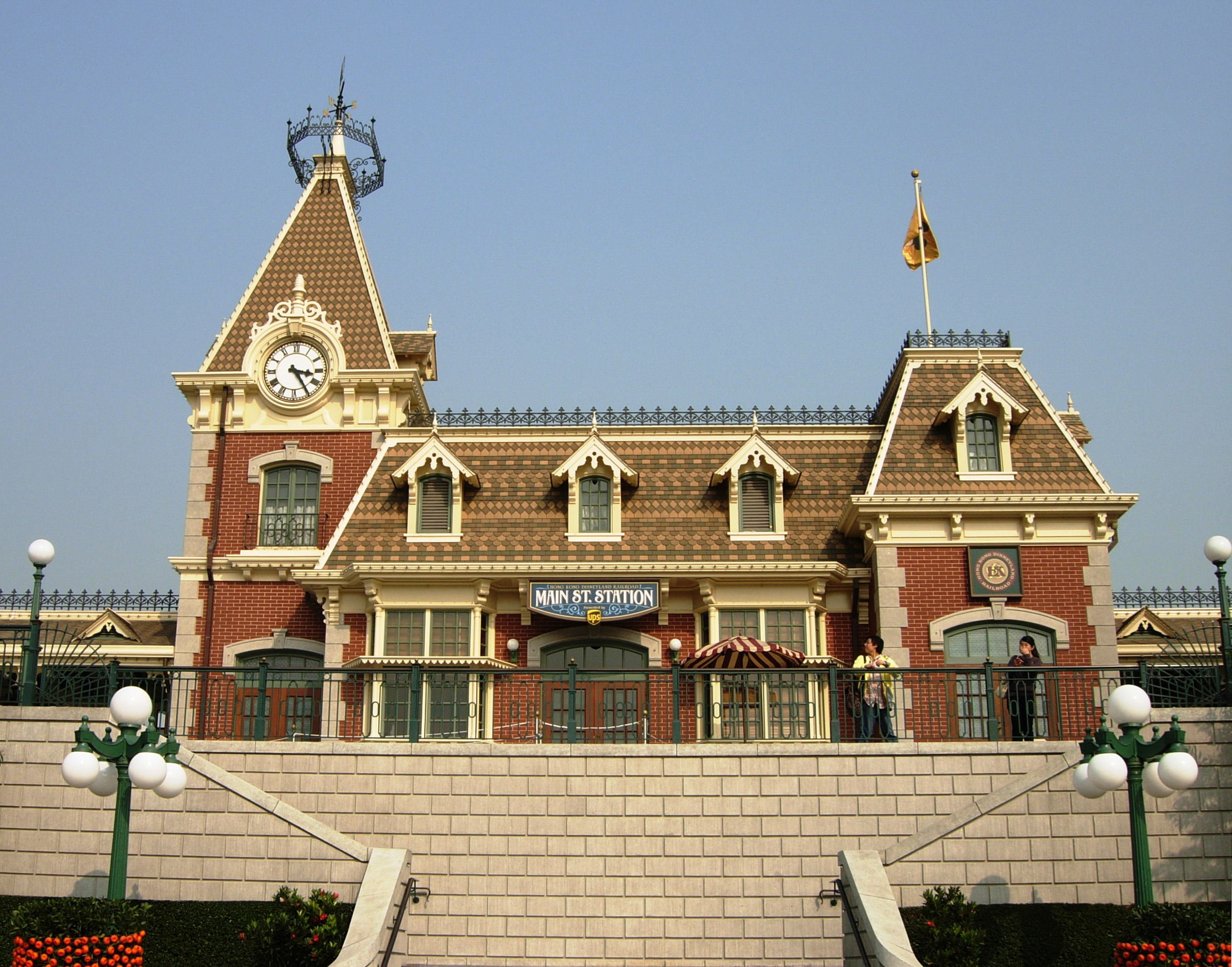
美國大街車站背面

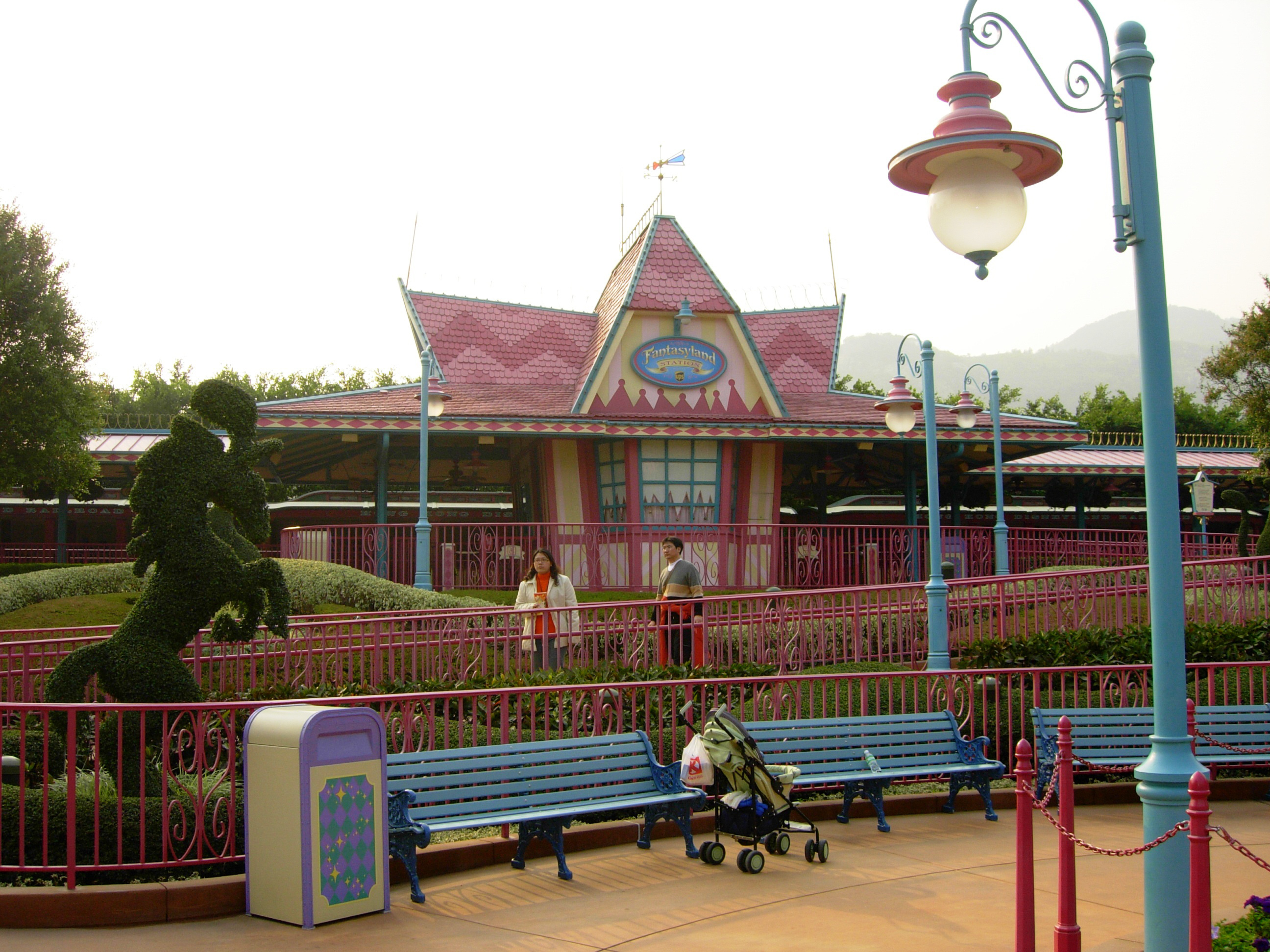
幻想世界車站正面

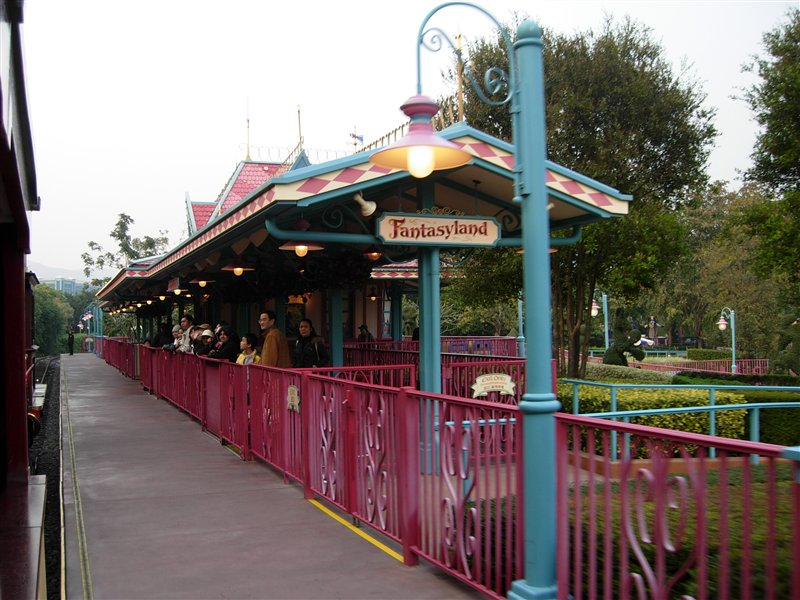
幻想世界車站背面

## 外部連結
- （繁體中文）香港迪士尼樂園鐵路－小鎮大街火車站 （页面存档备份，存于）
- （繁體中文）香港迪士尼樂園鐵路－幻想世界火車站 （页面存档备份，存于）